# Felipe Ramos Rizo
Felipe de Jesús Ramos Rizo (México, D. F, 10 de marzo de 1963) es un exárbitro internacional de fútbol mexicano que participó en la Copa Mundial de Fútbol de 2002 en Corea-Japón.

## Biografía
Su debut en la primera división fue el 2 de mayo de 1993 en el juego Correcaminos vs. Morelia. Dirigió siete finales consecutivas en la Primera División de México. Mejor árbitro de México de 1999 al 2003. Dirigió la final de los Juegos Olímpicos de Sídney 2000, convirtiéndose en el primer árbitro Mexicano y de la Concacaf en dirigir una final olímpica.
Entre su trayectoria como árbitro se encuentra dos Copas Oro, dos Copas Uncaf (1999-2003), siete finales consecutivas, Final Copa del Caribe (1998), Copa del Mundo Sub-20 Nigeria (1999), Juegos Olímpicos Sídney (2000), eliminatoria en Asia/Conmebol/Concacaf (2001) —último árbitro mexicano en dirigir eliminatoria en tres diferentes Confederaciones—. Fue nombrado uno de los mejores árbitros del mundo en 2001 y 2002. En 2002 Copa del Mundo Corea-Japón, arbitrando en cuartos de final a Inglaterra y Brasil, en este mundial expulsó a dos figuras internacionales, Ronaldinho y Terry Henry.
En 2001, la FIFA lo designó uno de los juegos más importantes en la eliminatoria mundialista de la confederación asiática: Irak vs. Irán, disputado en la ciudad de Bagdad, Irak.  
Actualmente es Director del Departamento de arbitraje de la Federación de Fútbol de Guatemala, Fundó el Colegio de Árbitros Ramos Rizo, que cumple 20 años de existencia.